# Southbound (Carrie Underwood)
Southbound è un singolo della cantante statunitense Carrie Underwood, pubblicato il 29 aprile 2019 come terzo estratto dal sesto album in studio Cry Pretty.

## Descrizione
Il brano è stato scritto dalla stessa interprete con David Garcia e Josh Miller e prodotto da Underwood e Garcia. È composto in chiave di Do maggiore ed ha un tempo di 101 battiti per minuto. Riguardo alla canzone, la cantante ha affermato che «ero tipo, 'Sembra divertente, credo. Possiamo fare qualcosa di divertente con questo'. Ma poi ti rendi conto di quanto sia difficile, per qualche motivo, essere una donna e scrivere una canzone che parla di feste in barca. Non penseresti che sarebbe diverso, ma per qualche motivo, mi sento come se un ragazzo potesse cavarsela con questo verso che abbiamo appena buttato lì, ma io non posso per qualche motivo».

## Accoglienza
Southbound è stata accolta positivamente da parte della critica specializzata. Sounds Like Nashville ne ha elogiato «il ritmo propulsivo, i riff di chitarra solari e gli accenti di organo vivaci».

## Video musicale
Il videoclip, diretto da Jeff Venable, è stato reso disponibile l'8 giugno 2019.

## Esibizioni dal vivo
Carrie Underwood si è esibita con Southbound per la prima volta il 7 aprile 2019 agli ACM Awards. L'ha poi presentata, nel corso del medesimo anno, alla finale di American Idol e ai CMT Music Awards 2019.

## Tracce
1. Southbound – 3:22

## Successo commerciale
Nella settimana dell'11 agosto 2019 Southbound ha raggiunto la 10ª posizione della Country Airplay, classifica radiofonica redatta dalla rivista Billboard, grazie ad un'audience pari a 22,2 milioni di ascoltatori, diventando la ventottesima top ten della cantante.

## Classifiche
| Classifica (2019) | Posizione massima |
| ----------------- | ----------------- |
| Belgio (Fiandre)  | 18                |
| Stati Uniti       | 64                |